# Броккс, Лодевэйк Герард
Лодевэйк Герард Броккс (нидерл. Lodewijk Gerard Brocx; 31 декабря 1819, Гаага - 2 декабря 1880, там же) – нидерландский политик, государственный и военный деятель, военно-морской министр (1868–1873), военный министр (1871–1873), министр по делам колоний Нидерландов (1870–1871).
Служил морским офицером, был преподавателем Королевского военно-морского института.
Ушёл отставку в 1873 году после отклонения предложенного им бюджета по развитию армии и ВМФ Нидерландов.